# Territórios do Progresso
Territórios do Progresso – Movimento Social Reformista (em francês:  Territoires de progrès – Mouvement social-réformiste, TDP) é um partido político francês. Foi fundado em fevereiro de 2020 pelos ministros Jean-Yves Le Drian e Olivier Dussopt . Reúne ex-representantes eleitos do Partido Socialista que se tornaram partes interessadas na Renascimento de Emmanuel Macron, em torno dos co-fundadores do movimento. É dirigido pelo ex- deputado Gilles Savary.

## Criação
O partido foi criado em janeiro de 2020 por ex-políticos eleitos, principalmente do Partido Socialista. É lançado oficialmente no dia 1 de fevereiro de 2020, durante uma reunião em Pantin, em Seine-Saint-Denis, e apresentado numa conferência de imprensa a 2 de julho de 2020. O senador Xavier Iacovelli tornou-se o seu secretário-geral.

## Críticas
Falando à France Inter, o primeiro-secretário do Partido Socialista Olivier Faure criticou os Territórios do Progresso, comparando-o a "um clube de Alcoólicos Anónimos " que "traiu a esquerda".